# Leichtathletik-Europameisterschaften 2002/Medaillenspiegel
Dies ist der Medaillenspiegel der Leichtathletik-Europameisterschaften 2002, welche vom 6. bis zum 11. August im deutschen München ausgetragen wurden. Bei identischer Medaillenbilanz sind die Länder auf dem gleichen Rang geführt und alphabetisch geordnet.
| Medaillenspiegel | Medaillenspiegel | Medaillenspiegel | Medaillenspiegel | Medaillenspiegel | Medaillenspiegel |
| Platz            | Land             | Gold             | Silber           | Bronze           | Gesamt           |
| ---------------- | ---------------- | ---------------- | ---------------- | ---------------- | ---------------- |
| 1                | Russland         | 7                | 9                | 8                | 24               |
| 2                | Spanien          | 6                | 3                | 6                | 15               |
| 3                | Großbritannien   | 5                | 2                | 5                | 12               |
| 4                | Frankreich       | 4                | 1                | 2                | 7                |
| 5                | Griechenland     | 4                | –                | 2                | 6                |
| 6                | Ukraine          | 3                | 3                | 1                | 7                |
| 7                | Schweden         | 3                | 1                | 1                | 5                |
| 8                | Deutschland      | 2                | 9                | 8                | 19               |
| 9                | Ungarn           | 2                | –                | 2                | 4                |
| 10               | Polen            | 1                | 2                | 4                | 7                |
| 11               | Finnland         | 1                | 1                | 1                | 3                |
| 11               | Portugal         | 1                | 1                | 1                | 3                |
| 13               | Dänemark         | 1                | 1                | –                | 2                |
| 13               | Rumänien         | 1                | 1                | –                | 2                |
| 13               | Tschechien       | 1                | 1                | –                | 2                |
| 16               | Italien          | 1                | –                | 3                | 4                |
| 17               | Israel           | 1                | –                | –                | 1                |
| 17               | Slowenien        | 1                | –                | –                | 1                |
| 17               | Türkei           | 1                | –                | –                | 1                |
| 20               | Belgien          | –                | 2                | –                | 2                |
| 20               | Estland          | –                | 2                | –                | 2                |
| 20               | Irland           | –                | 2                | –                | 2                |
| 23               | Kroatien         | –                | 1                | –                | 1                |
| 23               | Lettland         | –                | 1                | –                | 1                |
| 23               | Litauen          | –                | 1                | –                | 1                |
| 23               | Niederlande      | –                | 1                | –                | 1                |
| 23               | Schweiz          | –                | 1                | –                | 1                |
| 28               | Bulgarien        | –                | –                | 1                | 1                |
| 28               | Belarus          | –                | –                | 1                | 1                |
| Gesamt           | Gesamt           | 46               | 46               | 46               | 138              |